# Poroiște, Razgrad
Poroiște (în bulgară Пороище) este un sat în comuna Razgrad, regiunea Razgrad,  Bulgaria. 

## Demografie
Componența etnică a satului Poroiște
     Bulgari (96,73%)
     Nicio identificare (3,26%)
     Altele (0%)
La recensământul din 2011, populația satului Poroiște era de 367 locuitori. Din punct de vedere etnic, majoritatea locuitorilor (96,73%) erau bulgari. Pentru 3,26% din locuitori nu este cunoscută apartenența etnică.